# 路易·勒沃
路易·勒沃（法語：Louis Le Vau，法語發音：[lwi lə vo]；1612年—1670年10月11日），法国巴洛克建筑师，曾为法国国王路易十四工作，是法国古典主义（路易十四风格）的创造者之一。其弟弟弗朗索瓦·勒沃也是建筑师，作品有岛上的圣路易教堂。

## 小傳
路易·勒沃原名「Louis Le Veau」，是巴黎石匠Louis Le Veau的兒子（其死於1661年）。他的弟弟弗朗索瓦·勒沃也是位建築師。當時則名為「François Le Veau」。父子三人曾在1630至1630年共事過。在長大後，兄弟改「Le Veau」姓為「Le Vau」，以避免別人聯想到「veau」（牛犢、小牛）一詞。
勒沃在1634年開始起家，首個工作是設計Hotel de Bautru建築。他之後又為聖路易島的居民設計了幾棟法式府邸，包含Sainctot、Hôtel Hesselin、Gillier、Gruyn des Bordes、Jean Baptiste Lambert等。此時的代表作為1638–1653左右建成的朗贝尔府邸。此外，他還有設計幾間鄉村宅邸。其中包含後來改名為勒兰西城堡的利夫里城堡（法語：Château de Livry，约1640–1645）。
1654年，國王的首席建築師雅克·勒梅西埃過世。路易·勒沃為因此繼任國王的首席建築師。他受儒勒·马萨林樞機主教委託，重建万塞讷城堡的部份區域。
1656年，︁勒沃與景观设计师安德烈·勒诺特尔和画家兼装饰家夏尔·勒布伦合作建造尼古拉斯·富凱的城堡，也就是後來的沃子爵城堡。勒沃在工程中最著名的部份為兩層樓高兩層、面向花園的拱形義式橢圓沙龍（salon à l'italienne）。該設計也引領了「以簡單設計決定建築主體樣式」的風潮。
到了1660年代，勒沃開始接手多項專案，包括硝石庫慈善醫院、杜樂麗宮的立面等。1661-1664年，勒沃開始著手重建卢浮宫博物馆內因火災付之一炬的Galerie d'Apollon。1665-1644年，克洛德·佩羅和Charles Le Brun也開始投入重建工程，並在東側建造了著名的Louvre Colonnade，成為18世紀古典主義建築的代表作。
勒沃餘生最著名的作品為凡尔赛宫。他先在前院擴建僕人住所、後又於1668年重建花園立面，使其頗具古典風格。弗朗索瓦·多尔贝也在工程中全力支援了勒沃，並在他死後持續監工，直到建築完成為止。在勒沃及多尔贝之後，朱尔·阿杜安-芒萨尔接手後續的改建事宜。勒沃設計的四族学院（今法兰西学会所在），在他死後由多尔贝完成。其與義大利巴洛克風格有異曲同工之妙。
路易·勒沃在1670年10月11日於Hôtel de Longueville逝世，享年57歲，葬於巴黎的圣日耳曼欧塞尔教堂。

## 主要建築作品

Hotel de Bautru
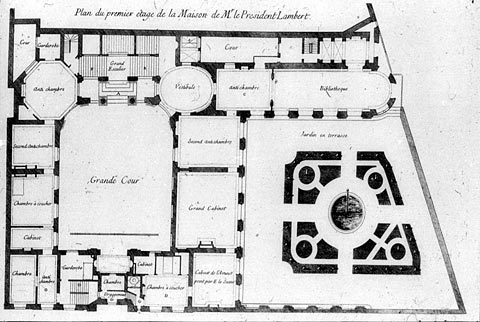
勒沃設計的鋼琴貴族間（英语：premier étage）圖樣。右方空白處為塞纳河
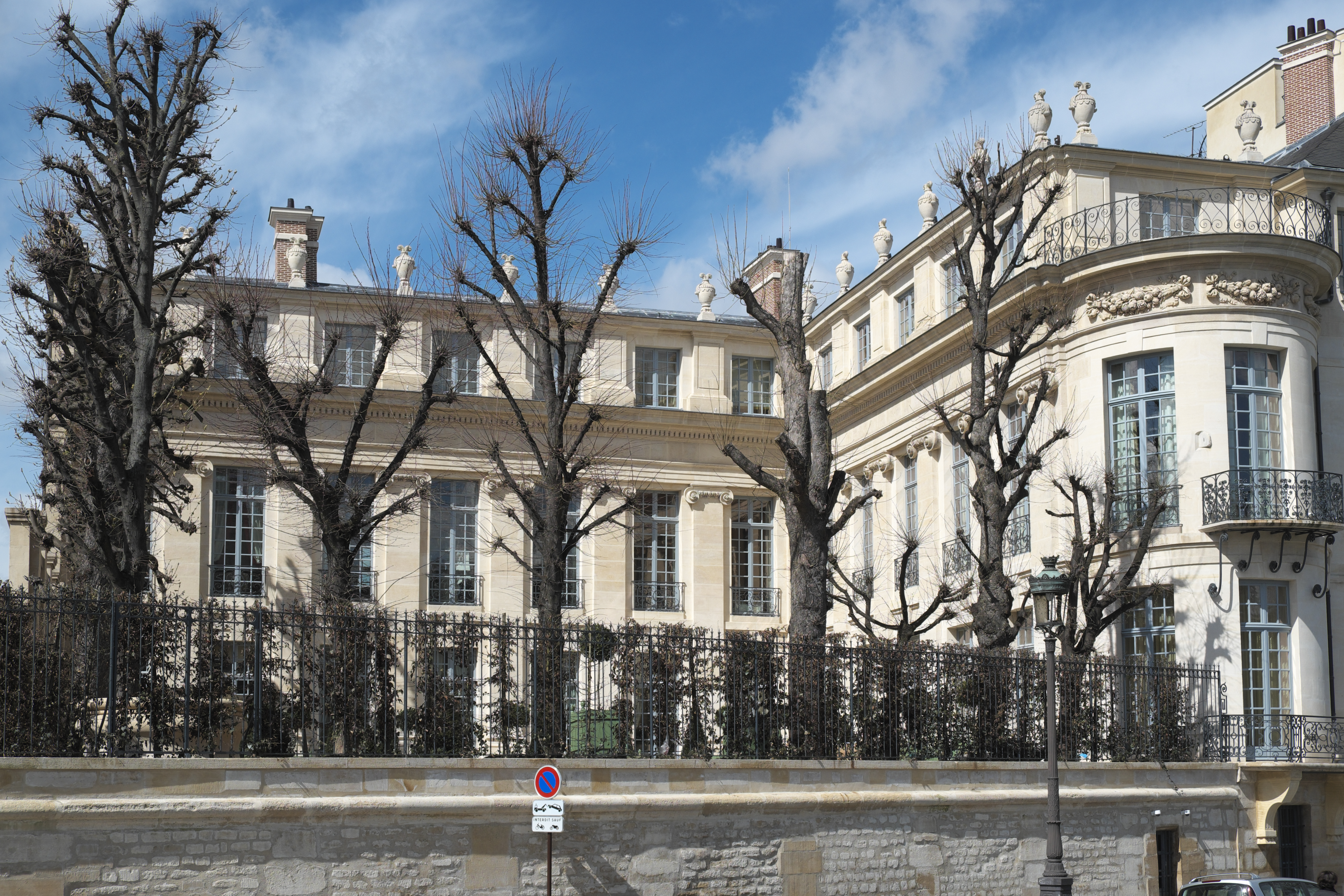
從塞纳河畔觀看該建築

勒沃在万塞讷城堡的重建部份
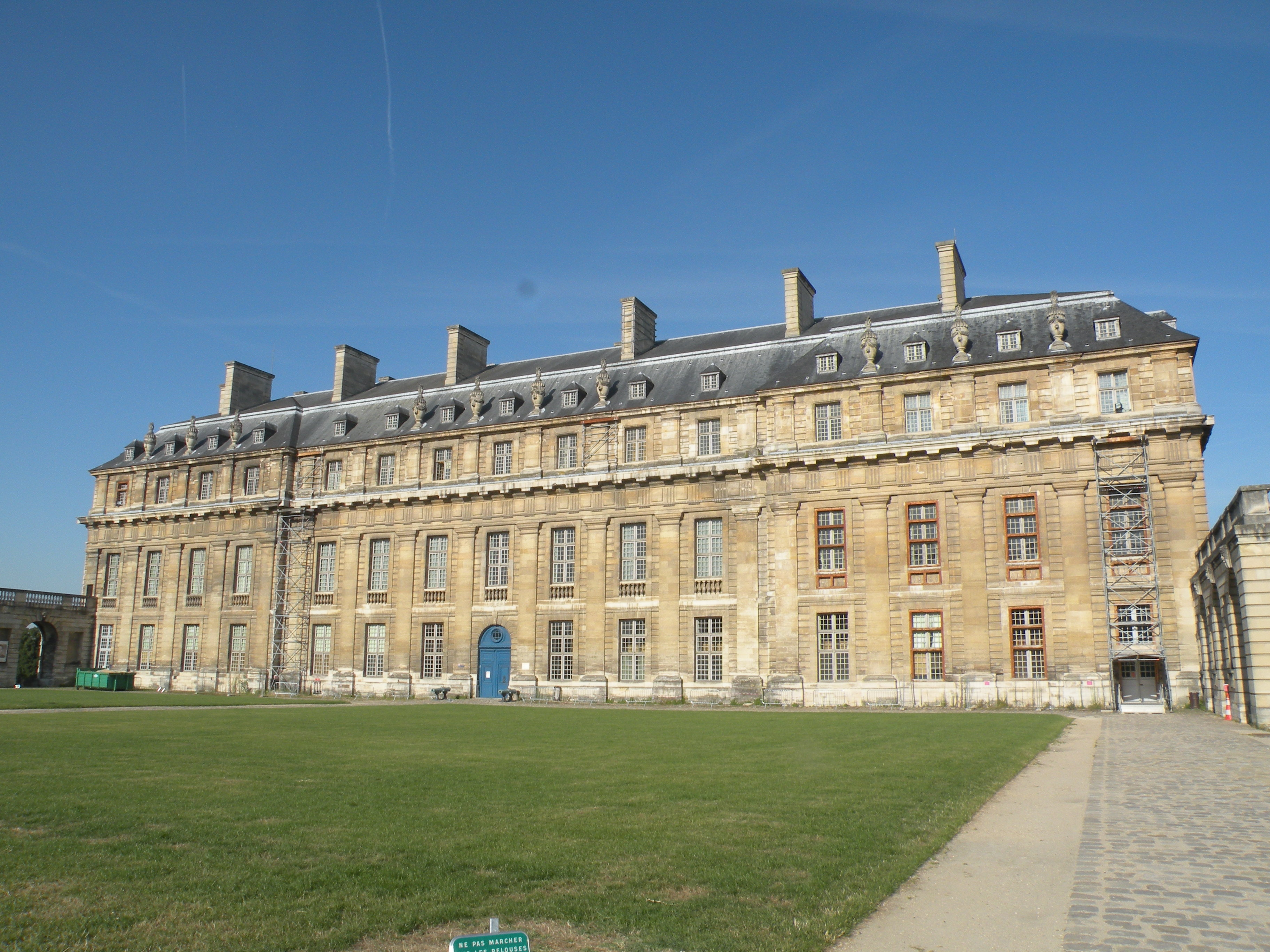
東面的Pavilion of the King
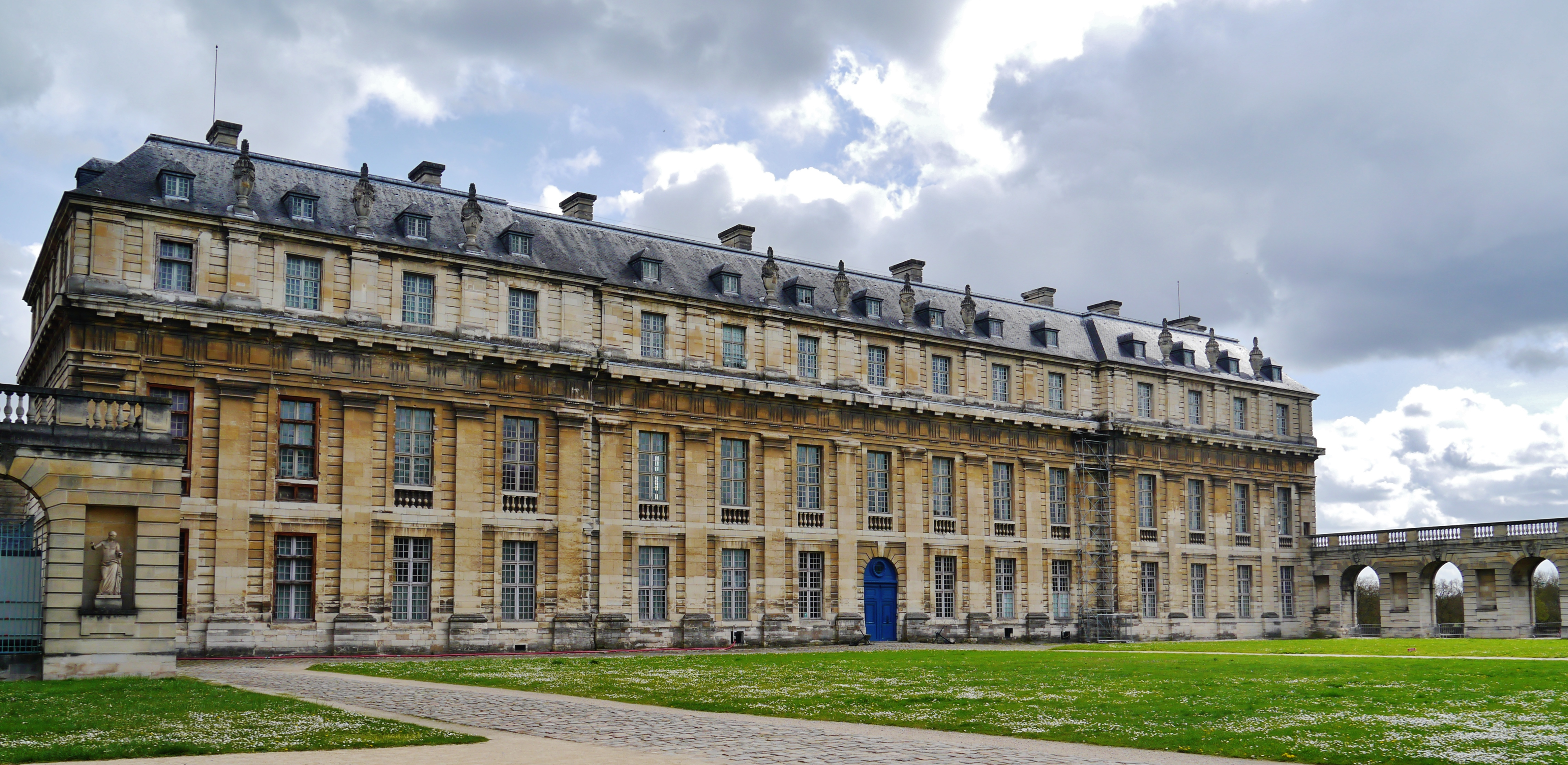
西面的Pavilion of the Queen

沃子爵城堡
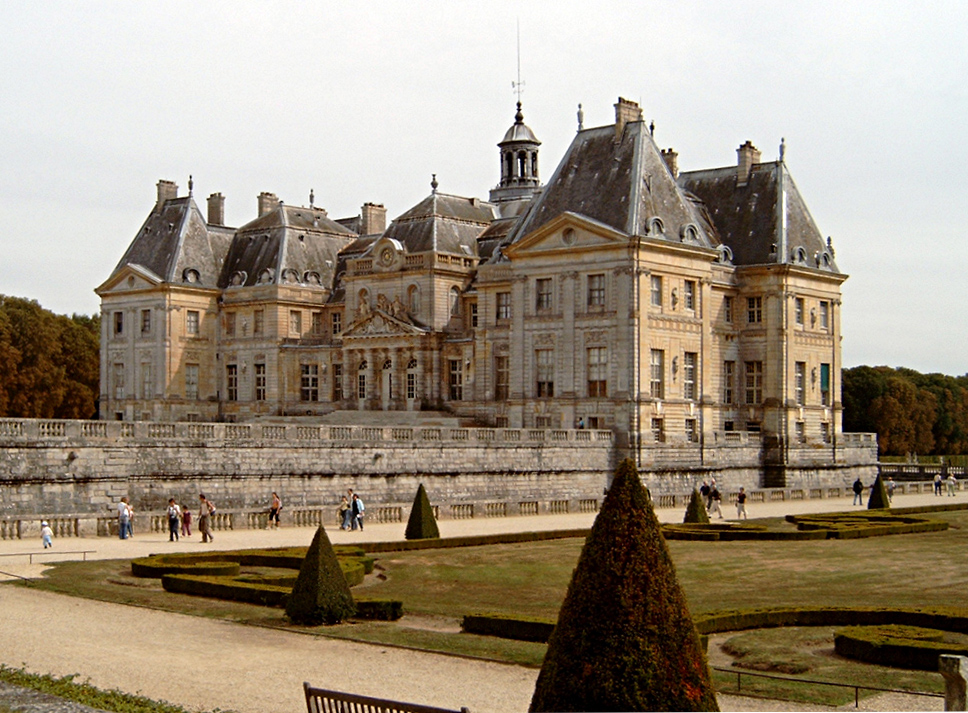
正門的Rhythmic massing
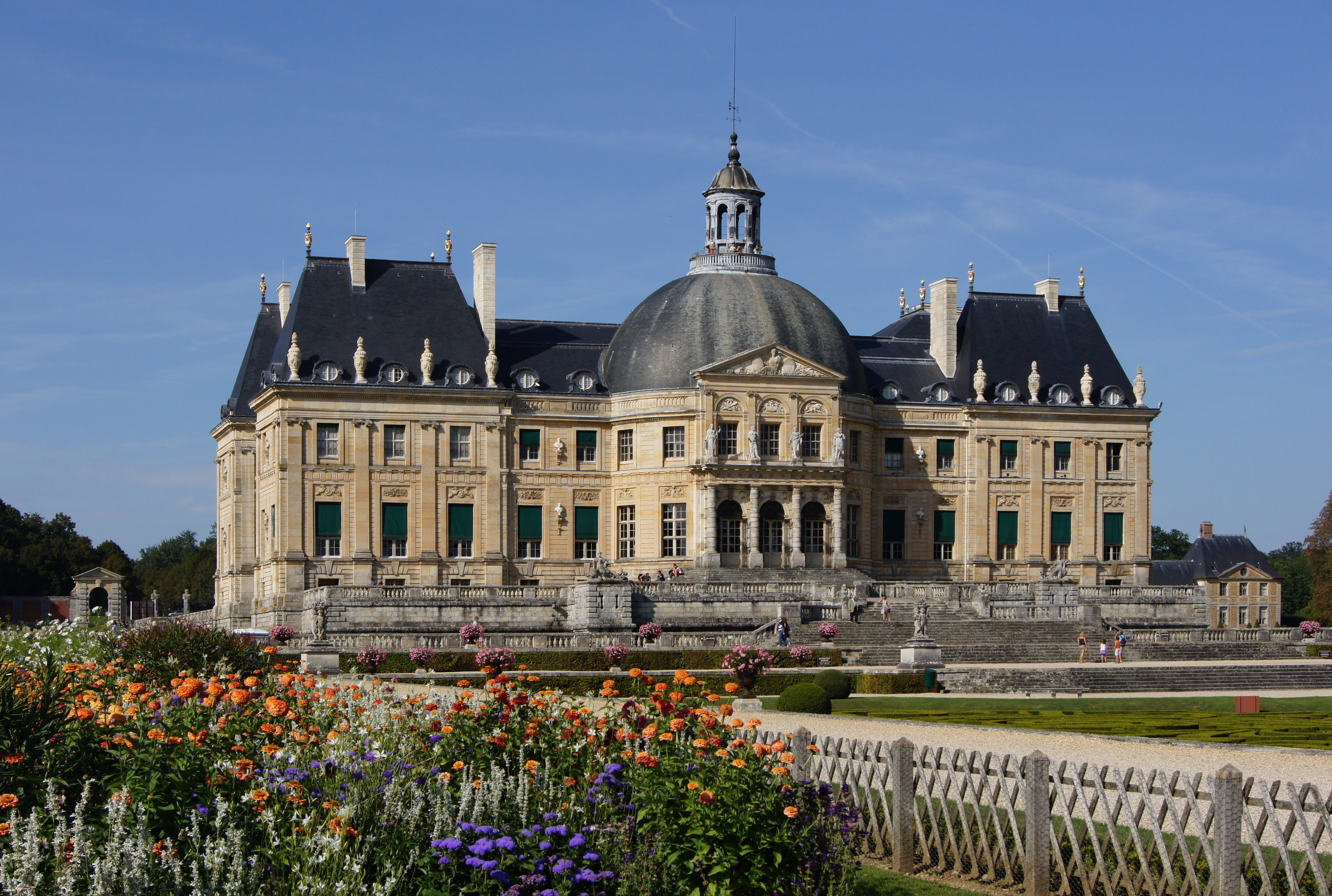
從花園望向橢圓沙龍

凡尔赛宫和四族学院
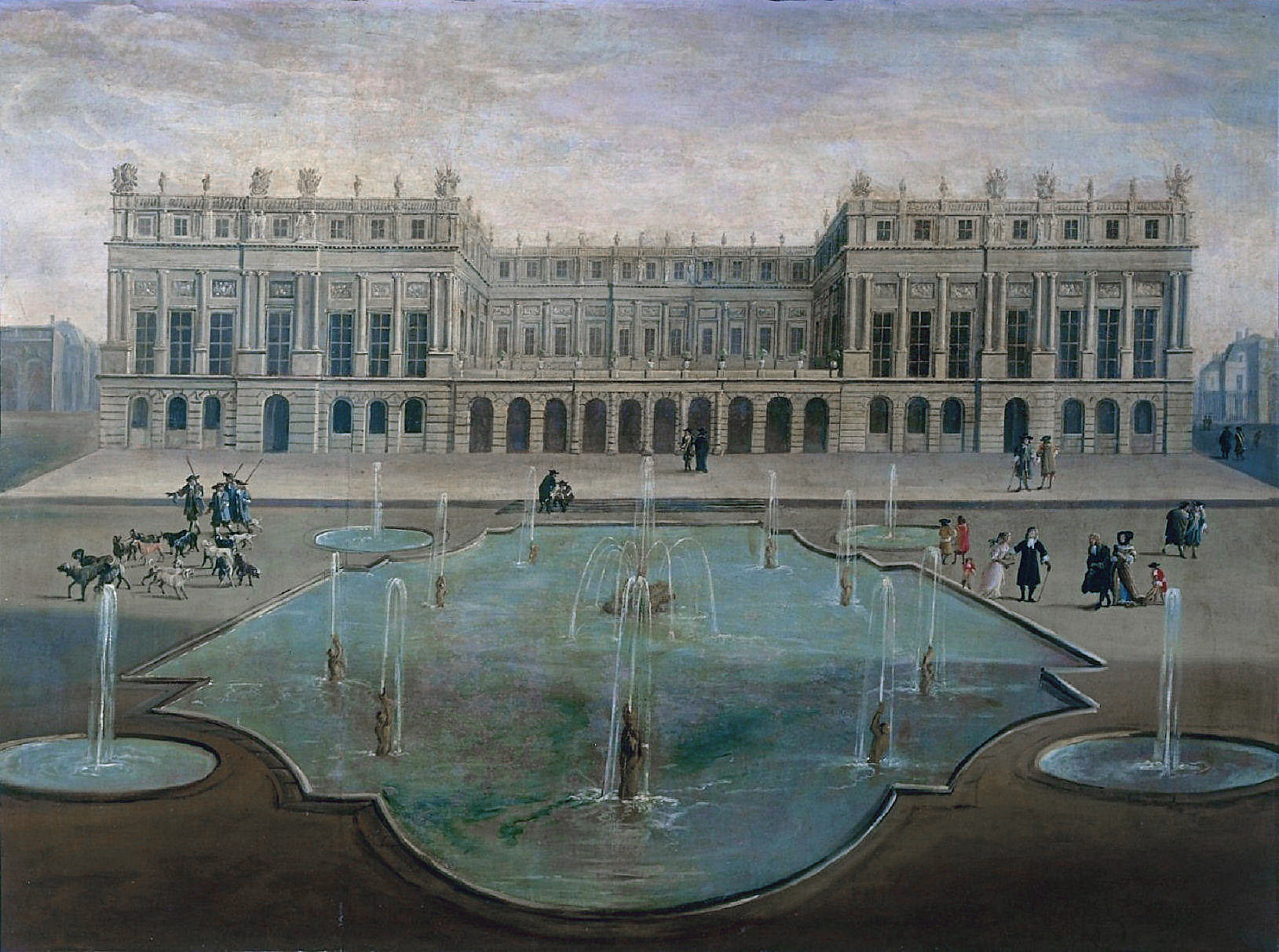
勒沃社凡尔赛宫花園，約繪於1675年
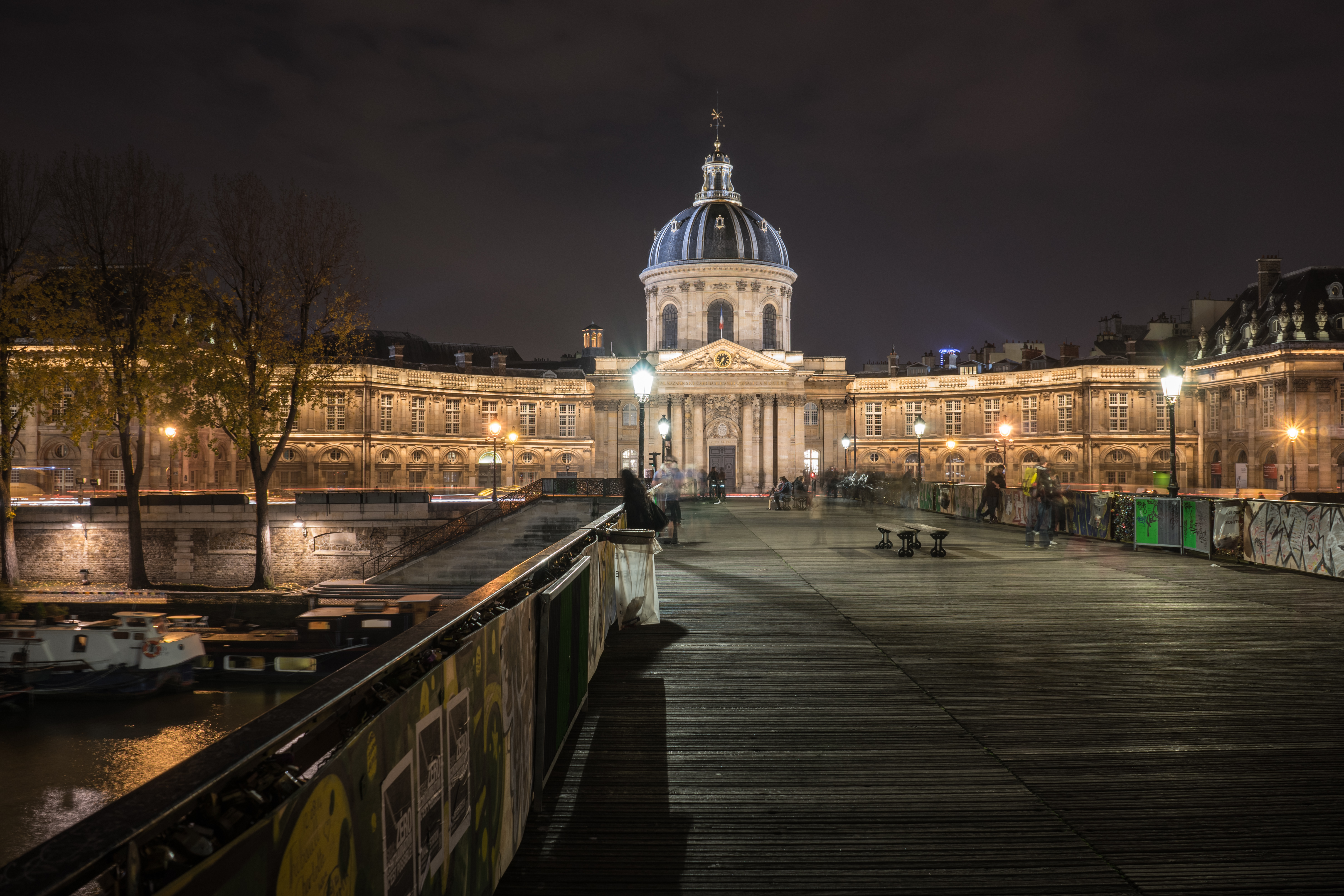
四族学院，攝2014年

## 書目
- Bajou, Thierry (1998). La peinture à Versailles : XVIIe siècle. [English edition: Paintings at Versailles: XVIIth Century, translated by Elizabeth Wiles-Portier, p. 76.] Paris: Réunion des musées nationaux.  ISBN 9782283017647. ISBN 9782283017654 (English edition).
- Ballon, Hilary (1999). Louis Le Vau: Mazarin's Collège, Colbert's Revenge. Princeton University Press. ISBN 9780691048956.
- Berger, Robert W. (1982). "Le Vau, Louis", vol. 2, pp. 695–697, in Macmillan Encyclopedia of Architects, edited by Adolf K. Placzek. London: Collier Macmillan. ISBN 9780029250006.
- Cojannot, Alexandre (2012). Louis Le Vau et les nouvelles ambitions de l'architecture française 1612–1654. Paris: Picard. ISBN 9782708409361.
- Curl, James Stevens (2006). A Dictionary of Architecture and Landscape Architecture, second edition. Oxford: Oxford University Press. ISBN 9780191726484.
- Encyclopædia Britannica. "France".
- Encyclopedia of World Biography (2004, 2nd ed.). Gale Ebooks. ISBN 9780787677596.
- Feldmann, Dietrich (1996). "Le Vau (1) Louis Le Vau", vol. 19, pp. 262–267, in The Dictionary of Art (34 vols.), edited by Jane Turner. New York: Grove. ISBN 9781884446009. Also at Oxford Art Online, subscription required.
- Hardouin, Christophe (1994). "La Collection de portraits de l'Académie royale de Peinture et de Sculpture: Peintures entrées sous le règne de Louis XIV (1648–1715", Mémoire de D.E.A., Université de Paris IV, 1994, pp. 164–166.
- Jal, Auguste (1873). Abraham du Quesne et la marine de son temps, vol. 2. Paris: Henri Plon. Copy at Google Books.
- Laprade, Albert (1955). "Portraits des premiers architectes de Versailles", Revue des Arts, March 1955, pp. 21–24. ISSN 0482-7872
- Laprade, Albert (1960). François d'Orbay: Architecte de Louis XIV. Paris: Éditions Vincent, Fréal. OCLC 562063179、780531730、1096782.

## 外部連結
- 维基共享资源上的相關多媒體資源：路易·勒沃